# Kerala State Film Award de la meilleure actrice de genre
Le Kerala State Film Award de la meilleure actrice de genre est l'une des catégories des Kerala State Film Awards, présentées annuellement, depuis 2015, en Inde. Il est décerné à une actrice, pour la meilleure performance au sein de l'industrie cinématographique malayalam. Le prix est créé en remplacement du Kerala State Film Award de la deuxième meilleure actrice. 

## Liste des lauréats
| Année | Actrice               | Film                                   | Réf.  |
| ----- | --------------------- | -------------------------------------- | ----- |
| 2015  | Anjali Nair (en)      | Ben                                    | [ 1 ] |
| 2016  | Kanchana P. K.        | Olappeeppi (en)                        | [ 2 ] |
| 2017  | Pauly Valsan (en)     | Ee.Ma.Yau. (en) Ottamuri Velicham (en) | [ 3 ] |
| 2018  | Savithri Sreedhar     | Sudani from Nigeria (en)               | [ 4 ] |
| 2018  | Sarasa Balussery (en) | Sudani from Nigeria (en)               | [ 4 ] |
| 2019  | Swasika (en)          | Vasanthi (en)                          | [ 5 ] |